# Halimah Nakaayi
Halimah Nakaayi (Mukono, 14 de octubre de 1994) es una deportista ugandesa que compite en atletismo, especialista en las carreras de mediofondo.
Ganó una medalla de oro en el Campeonato Mundial de Atletismo de 2019 y una medalla de bronce en el Campeonato Mundial de Atletismo en Pista Cubierta de 2022, ambas en la prueba de 800 m.

## Palmarés internacional
| Campeonato Mundial                   | Campeonato Mundial | Campeonato Mundial | Campeonato Mundial |
| Año                                  | Lugar              | Medalla            | Prueba             |
| ------------------------------------ | ------------------ | ------------------ | ------------------ |
| 2019                                 | Doha (Catar)       | Medalla de oro     | 800 m              |
| Campeonato Mundial en Pista Cubierta |                    |                    |                    |
| Año                                  | Lugar              | Medalla            | Prueba             |
| 2022                                 | Belgrado (Serbia)  | Medalla de bronce  | 800 m              |